# Виторино, Леонардо
Леонардо Виторино (порт.-браз. Leonardo Vitorino; род. 23 ноября 1973, Рио-де-Жанейро) — бразильский футболист и тренер.

## Биография
Воспитанник «Ботафого». В качестве футболиста выступал на позиции вратаря. В 20 лет завершил свою карьеру и перешёл на тренерскую работу. В 1994 году бразилец работал с юношеской сборной США, затем трудился в бразильских академиях и возглавлял молодёжный состав «Ботафого». Был ассистентом у разных бразильских специалистов (Карлоса Роберто, Маркоса Пакеты, Кайо Жуниора и др.). С 2011 по 2012 год Виторино самостоятельно руководил катарским клубом «Аль-Гарафа».
Позднее специалист занимался тренерской и административной работой в Таиланде, Лаосе и был наставником сборной Камбоджи.

## Достижения
- Обладатель Кубка наследного принца Катара: 2011
- Чемпион Лаоса: 2016